# Coenotephria latevittata
Coenotephria latevittata är en fjärilsart som beskrevs av Turati 1912. Coenotephria latevittata ingår i släktet Coenotephria och familjen mätare. Inga underarter finns listade i Catalogue of Life.